# The Voice (The Moody Blues)
The Voice è una canzone del 1981 del gruppo rock Moody Blues, presente nel disco Long Distance Voyager, scritta dal chitarrista Justin Hayward.